# Замула Василь Никифорович
Василь Никифорович Замула (нар. 25 грудня 1909, село Журавка, тепер Сумського району Сумської області — 2004, місто Чернігів) — український радянський партійний діяч, голова Чернігівського облвиконкому. Депутат Верховної Ради УРСР 5—8-го скликань. Член Ревізійної Комісії КПУ в 1966—1976 р. Кандидат сільськогосподарських наук.

## Біографія
Освіта вища. У 1935 році закінчив Білоцерківський сільськогосподарський інститут.
У 1935—1936 роках — агроном Рибницького цукрорадгоспу Молдавської АРСР. У 1936—1941 роках — старший науковий працівник Всесоюзного інституту нових методів сівби у місті Києві.
Член ВКП(б) з листопада 1940 року.
У 1941—1946 роках — у Червоній армії, учасник Другої світової війни. Служив заступником командира роти з політичної частини 7-го зенітно-кулеметного полку Воронезько-Борисоглібського дивізіонного району протиповітряної оборони, агітатором політичного відділу 42-го прожекторного полку Південно-Західного фронту ППО.
У 1946—1950 роках — інструктор сільськогосподарського відділу ЦК КП(б)У.
У 1950 — лютому 1954 року — завідувач сільськогосподарського відділу Ізмаїльського обласного комітету КП(б)У. У 1954 році — завідувач сільськогосподарського відділу Чернігівського обласного комітету КПУ.
У вересні (затв.) 1954 — липні 1955 року — секретар Чернігівського обласного комітету КПУ з питань сільського господарства.
У липні 1955 — січні 1963 року — 2-й секретар Чернігівського обласного комітету КПУ.
У січні 1963 — грудні 1964 року — голова виконавчого комітету Чернігівської сільської обласної ради депутатів трудящих.
У грудні 1964 — квітні 1973 року — голова виконавчого комітету Чернігівської обласної ради депутатів трудящих..
Потім — на пенсії у місті Чернігові.

## Нагороди
- орден Леніна (26.02.1958)
- орден Трудового Червоного Прапора (24.12.1969)
- орден Вітчизняної війни 1-го ст. (6.04.1985)
- два ордени Червоної Зірки (18.05.1943, 28.09.1945)
- медалі